# Ramon Alegre i Biosca
Ramon Alegre i Biosca   (Barcelona, 14 de maig de 1981) és un jugador d'hoquei sobre herba català, guanyador d'una medalla olímpica. És germà del també jugador d'hoquei i medallista olímpic David Alegre.
Membre del Club Egara de la ciutat de Terrassa va participar, als 23 anys, en els Jocs Olímpics d'Estiu de 2004 realitzats a Atenes (Grècia), on va aconseguir guanyar un diploma olímpic en finalitzar quart amb la selecció espanyola d'hoquei sobre herba en la competició olímpica d'aquesta modalitat. En els Jocs Olímpics d'Estiu de 2008 realitzats a Pequín (República Popular de la Xina) aconseguí guanyar la medalla de plata en finalitzar segon en la competició.
Al llarg de la seva carrera ha guanyat una medalla en el Campionat del Món d'hoquei sobre herba i dues en el Campionat d'Europa, així com quatre medalles en el Champions Trophy.